# Euktemon
Euktemon (Εὐκτήμων, um 430 v. Chr.) war ein antiker griechischer Astronom, Meteorologe und Geograph aus Athen.
Er gehörte zusammen mit Meton zu den ersten griechischen Astronomen, von denen Beobachtungs-Aufzeichnungen erhalten sind. Dazu gehört die Beobachtung der Sommersonnenwende des Jahres 432 v. Chr., worüber Ptolemäus berichtet. Geminos schreibt die Anwendung der Neunzehn-Jahre-Periode (griechisch: enneakaidekaeteris) Astronomen um Euktemon zu. Es handelt sich um die Meton-Periode, die später so nach seinem Zeitgenossen benannt wurde. Euktemon beobachtete auch die Aufgänge und Untergänge von Fixsternen, in Athen, auf den Kykladen, in Makedonien und Thrakien, wie Ptolemäus berichtet.
Als Arbeit eines Meteorologen gilt sein zusammen mit Meton in Athen aufgestelltes Parapegma, ein in Holz oder Stein gravierter „ewiger“ Kalender, der außer astronomischen auch Wetter-Informationen für jeden Tag des Jahres enthielt.
Euktemon arbeitete auch als Geograph, wobei er Informationen über die Straße von Gibraltar lieferte.
Nach ihm ist der Mondkrater Euctemon benannt.